# Tetramorium schoutedeni
Tetramorium schoutedeni är en myrart som beskrevs av Santschi 1924. Tetramorium schoutedeni ingår i släktet Tetramorium och familjen myror. Inga underarter finns listade i Catalogue of Life.